# Brock Maschmeyer
Brock Maschmeyer (* 31. Juli 1992 in Bruderheim, Alberta) ist ein deutsch-kanadischer Eishockeyspieler, der zuletzt bei den Heilbronner Falken in der DEL2 unter Vertrag stand.

## Karriere
Maschmeyer spielte im Jugendalter für Vereine der Ligen AMBHL (Fort Saskatchewan Rangers), AJHL (Lloydminster Bobcats, Fort McMurray Oil Barons) und BCHL (Nanaimo Clippers). Zwischen 2013 und 2017 studierte und spielte er an der Northern Michigan University in den USA.
Ende Mai 2017 unterschrieb er bei den Fischtown Pinguins Bremerhaven aus der Deutschen Eishockey Liga seinen ersten Profivertrag und sollte dort Mannschaftskollege seines Bruders Bronson werden, der ein Jahr zuvor zu dem DEL-Klub gewechselt war. Mitte November 2017 wechselte Maschmeyer im Rahmen einer Leihvereinbarung zu den Eispiraten Crimmitschau in die DEL2.
Mitte Mai 2018 wurde Maschmeyer von den Heilbronner Falken (DEL2) unter Vertrag genommen und spielte bis zum Ende der Saison 2021/22 für den Club.

## Familie
Maschmeyers Urgroßvater wanderte einst nach Nordamerika aus und ließ sich nach Stationen in New York und Nebraska in Kanada nieder.
Brock Maschmeyer hat fünf Geschwister und wuchs auf einem Bauernhof nahe dem Ort Bruderheim in der kanadischen Provinz Alberta auf. Sein Bruder Bronson ist ebenfalls Eishockey-Profi, beide spielten zusammen in Bremerhaven. Seine Schwester Emerance wurde bei der Weltmeisterschaft 2016 als beste Torhüterin des Turniers ausgezeichnet. Seine Schwester Brittaney spielte in der Saison 2014/15 für die ZSC Lions Frauen in der Schweiz.